# La Piste oubliée
La Piste oubliée est l'un des romans d'aventure et d'exploration de l'écrivain français Roger Frison-Roche, écrit en 1950, sur une intrigue dans le grand sud saharien à peine pacifié, où les tribus de nomades s'affrontent encore.

## Histoire
Peu après la Première Guerre mondiale, alors qu'un soldat français a été assassiné par un prévenu qu'il ramenait à Tamanrasset pour qu'il soit jugé, une expédition est organisée. Pour être plus discrète, elle prend pour prétexte une mission scientifique dirigée par le professeur Lignac qui recherche les vestiges d'une piste oubliée dans le Ténéré, piste dite des Garamantes, censée avoir vu le passage des troupes du roi Salomon et permettant jadis d'aller chercher au Soudan et d'en ramener or, émeraudes et esclaves. Le lieutenant Beaufort, solide chasseur alpin mais novice du désert, ayant lui-même réclamé cette mutation, en a le commandement effectif. Il est secondé par Franchi, méhariste corse ensorcelé par sa vénéneuse compagne Tamara, qui protège l'expédition avec des Touaregs et une trentaine de chameaux.
Passionné par le Sahara, Frison-Roche décrit la vie et les mœurs des peuplades du désert, avec une profusion de mots arabes ou tamacheks qui a pu rendre la lecture difficile à certains lecteurs. Il y évoque la piste millénaire des légendaires mines du roi Salomon, en page 217, lorsque la traversée du Ténéré mène à une pierre portant le sceau du roi Salomon.